# Talbot-Lago F1
Talbot-Lago var en fransk bil- och formelbiltillverkare med ett racingstall som tävlade i slutet av 1940-talet och i början av 1950-talet då formel 1-VM startade. Talbot-Lago levererade även bilar till flera privata formel 1-stall.

## Historik
Biltillverkaren Talbot-Lago deltog under den första formel 1-säsongen 1950 med ett fabriksstall och sålde även bilar till ett antal privata stall. Privatföraren Louis Rosier lyckades bäst och slutade på fjärde plats i förarmästerskapet. Säsongen dominerades av Alfa Romeo. Talbot-Lago kämpade med Ferrari om andraplatsen, men hamnade till slut trea i det inofficiella konstruktörsmästerskapet.
Säsongen 1951 dominerades av kampen mellan Alfa Romeo och Ferrari. T26:an var inte konkurrenskraftig längre och Louis Rosier, som var bäste Talbot-Lago-förare, slutade på trettonde plats i förarmästerskapet.
Efter säsongen förändrades reglementet och Talbot-Lago saknade då resurser att ta fram en ny bil.

## F1-säsonger
| Säsong | Tävlingsnamn               | Bil                                                      | Motor         | Däck | Poäng | VM-plac. | Förare 1              | Förare 2     | Förare 3                          | Förare 4                    |
| ------ | -------------------------- | -------------------------------------------------------- | ------------- | ---- | ----- | -------- | --------------------- | ------------ | --------------------------------- | --------------------------- |
| 1950   | Automobiles Talbot-Darracq | Talbot-Lago T26C Talbot-Lago T26C-DA Talbot-Lago T26C-GS | Talbot 4.5 L6 | -    | 14    | 3:a      | Yves Giraud-Cabantous | Louis Rosier | Philippe Étancelin Raymond Sommer | Eugène Martin Pierre Levegh |
| 1950   | Andra stall                | Talbot-Lago T26C Talbot-Lago T26C-DA Talbot-Lago T26C-GS | Talbot 4.5 L6 | -    | 14    | 3:a      |                       |              |                                   |                             |
| 1951   | Andra stall                | Talbot-Lago T26C Talbot-Lago T26C-DA Talbot-Lago T26C-GS | Talbot 4.5 L6 | -    | 3     | 3:a      |                       |              |                                   |                             |

## Andra stall
| Kundstall             | Säsong      | Antal bilar |
| --------------------- | ----------- | ----------- |
| Charles Pozzi         | 1950        | 1           |
| Duncan Hamilton       | 1951        | 2           |
| Ecurie Belgique       | 1951        | 3           |
| Ecurie Belge          | 1950 - 1951 | 13          |
| Ecurie Bleue          | 1950        | 2           |
| Ecurie Lutetia        | 1950        | 1           |
| Ecurie Rosier         | 1950 - 1951 | 17          |
| Eugène Chaboud        | 1951        | 1           |
| Georges Grignard      | 1951        | 1           |
| Guy Mairesse          | 1950        | 1           |
| José Froilán González | 1951        | 1           |
| Philippe Étancelin    | 1950 - 1951 | 9           |
| Pierre Levegh         | 1950 - 1951 | 4           |
| Raymond Sommer        | 1950        | 2           |
| Yves Giraud-Cabantous | 1951        | 8           |